# Фёдор Патрикеевич (посадник)
Фёдор Патрикеевич (Феодор Патрикиевич) — псковский посадник в 1444, 1448, 1450 и 1456 г.

## Посадничество
Основные известия о посаднике Фёдоре Патрикеевиче находятся в псковских летописях. Впервые упоминается в летописях, когда он был послан вместе с судьёй Прокопием в Ригу для подписания мира с Ливонским орденом на 10 лет (подписан 8 сентября 1444 г.).
Согласно Псковской второй летописи, в 1448 г. (в Псковской третьей летописи записано под 1449 г.) псковичи послали дипломатов с новгородцами на реку Нарова для получения мира с Ливонским орденом. Среди дипломатов фигурирует и посадник Фёдор Патрикеевич (выступал от псковичей). Мир был заключён на 25 лет новгородскими и псковскими посадниками с немцами и юрьевцами 15 августа 1448 г.. Помимо летописных данных, об этом договоре говорит дошедший до нас документ (на немецком языке), в котором также упоминается посадник Фёдор Патрикеевич и обозначена дата — 25 июля 1448 г. По мнению В. Л. Янина, 25 июля — это договор с Ливонским орденом, а 15 августа — это отдельный договор с епископом г. Юрьев.
27 декабря 1450 г. прибыл в Псков архиепископ новгородский и псковский Евфимий, и как отмечается в Псковской третьей летописи, это произошло при князе Василии Васильевиче и степенном посаднике Фёдоре Патрикеевиче (это однажды он называется степенным, в остальных случаях просто посадник). В последний раз Фёдор Патрикеевич упоминается под 1456 г., когда он участвовал вместе с архиепископом Евфимием в примирении новгородцев и псковичей с князем Иваном Васильевичем.